# یوحنا پسر بختیشوع
یوحنا ابن بختیشوع (به انگلیسی:Johannes Bukhtishu) (درگذشته ۲۵۶ قمری / ۸۷۰ میلادی) پزشک ایرانی یا آشوری‌تبار سریانی اهل خوزستان بود که در سده نهم (میلادی) می‌زیست.
یوحنا بختیشوع از اعضای برجستهٔ مسیحیان شرقی از جندی شاپور (گندی شاپور) واقع در خوزستان بود.
یوحنا پسر دیگر پزشک برجسته آن دوره یعنی جبرئیل بختیشوع (مرگ به سال ۸۲۸ میلادی) بود که پزشک خلفایی چون مأمون، واثق و جعفر بن محمد المعتصم بالله در بغداد بود.
پس از مرگ پدر یوحنا جای او را بعنوان پزشک مخصوص مأمون گرفت. یوحنا که در بغداد مشغول به کار بود، به جهت انتشار رساله دانش نجوم برای پزشکان مشهور شده‌است. این رساله اکنون مفقود شده‌است. هنوز مشخص نیست که حقیقتاً وی نویسنده یک رساله در مورد مواد پزشکی که به وی نسبت داده می‌شود هست یا خیر. از این رساله یک کپی در کتابخانه ملی پزشکی ایالات متحده موجود است.

## معنی لغوی بختیشوع
در لغت‌نامه معین بختیشوع به نجات یافته یا نجات داده شده توسط عیسی معنی شده‌است.

## رساله‌ها
رساله‌های منسوب به او عبارتند از:
1. رساله آلتی عملها الی المأمون فی تدبیر البدن جوابا عن کتابه یسال ذلک
2. نصائح الرهبان فی الدویه المرکبه
3. مختصر بحسب الامکان فی علم الازمان و الابدان
4. رساله فیها نکت من مخفیات الرموز فی الطب
5. نبذه فی الطب.